# Yavia cryptocarpa
Yavia cryptocarpa är en suckulentväxt inom det monotypiska släktet Yavia. Både släktet och arten beskrevs av Roberto Kiesling (Argentina) och Jörg Piltz (Tyskland) år 2001. Då detta släkte är ganska nyupptäckt finns det fortfarande en del utredningar att genomföra gällande dess taxonomi och vissa forskare anser att det bör tillhöra tribus Trichocereeae istället för nu gällande Notocacteae.